# Establo Hakkaku

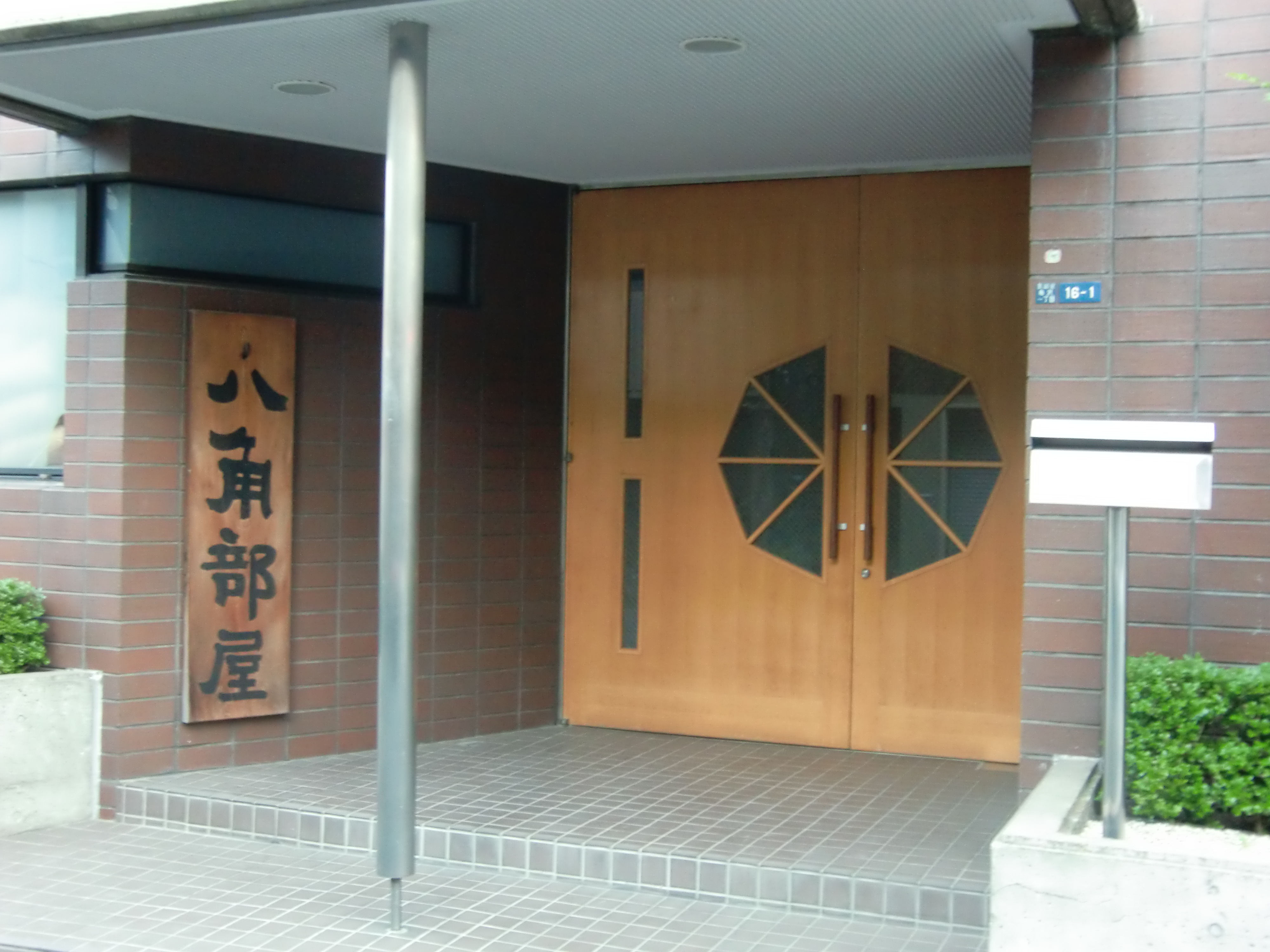
Entrada principal de Establo Hakkaku

El Establo Hakkaku (八角部屋, Hakkaku-beya) es un establo de entrenamiento de sumo profesional. El establecimiento forma parte del ichimon Takasago. Fue fundado en septiembre de 1993 por el ex yokozuna Hokutoumi, trayéndose consigo a cuatro luchadores del establo Kokonoe. Hasta el momento, el establo ha producido un total de nueve sekitori, cuatro de ellos habiendo sido clasificados en la división makuuchi. Para junio de 2025, el establo tiene 11 luchadores.

## Nombres de ring
Varios luchadores de este establo adoptan un nombre de ring o shikona con el prefijo "Hoku" (北), significando norte, y el cual es extraído del primer caracter del antiguo nombre del maestro y dueño del establo, Hokutoumi.

## Dueños
- 1993–presente: El octavo (8°) Hakkaku Nobuyoshi (rijichō, el sexagésimo primer (61°) yokozuna Hokutoumi)

## Luchadores activos destacados
- Kitanowaka (mejor rango: maegashira)

## Entrenadores
- Kimigahama Ayumi (shunin, ex sekiwake Okinoumi)[2]
- Azumazeki Seiken (iin, ex komusubi Takamisakari)
- Jinmaku Tetsuya (iin, ex maegashira Fujinoshin)
- Ōyama Daiki (toshiyori, ex komusubi Hokutofuji)

## Exluchadores destacados
- Hokutōriki Hideki (ex sekiwake)
- Kaihō Ryōji (ex komusubi)
- Hokutofuji (ex komusubi)
- Hokutoarashi Ryōta (ex makushita)
- Hokudōzan Kazusada (ex makushita)

## Gyōji
- Kimura Yōnosuke (makuuchi gyōji, de nombre real: Masashi Okuno)
- Kimura Kozaburo (jūryō gyōji, de nombre real: Ryōsuke Miyasaka)

## Yobidashi
- Daikichi (makuuchi yobidashi, de nombre real: Yūji Ōba)

## Tokoyama
- Tokomichi (tokoyama de tercera clase)
- Tokosho (tokoyama de quinta clase)

## Ubicación y acceso
Kamezawa 1-16-1, barrio especial de Sumida, Tokio. A 3–7 minutos caminando desde la Estación Ryōgoku (Línea Toei Oedo y Línea Sōbu). Adyacente al establo hermano, Nishikido.